# Joaquín Navarro Armero
Joaquín Navarro Armero, meglio noto come Ximo Navarro (Valencia, 12 settembre 1988), è un ex calciatore spagnolo, di ruolo attaccante.